# Балдых, Адам
А́дам Ба́лдых (пол. Adam Bałdych, род. 18 мая 1986) — польский джазовый скрипач, композитор, продюсер. Сотрудничает с германским лейблом ACT.

## Биография
Родился в Гожуве-Великопольском. Балдич взял скрипку в возрасте 9 лет и начал учиться в музыкальной школе в Гожув-Велькопольски под руководством Гражины Василевской. В 14 лет дебютировал в джаз-клубе Pod Filarami родного города. Он является выпускником Института джаза и популярной музыки Академии музыки им. Кароля Шимановского. После обучения он получил стипендию для продолжения обучения в музыкальном колледже Беркли в Бостоне . После обучения начал гастролировать с известными польскими и американскими музыкантами в Польше, Германии, Сербии , Англии, Финляндии , Венгрии , Испании, Франции, Индонезии и США .
Является одним из музыкантов, меняющих представление о джазовой скрипке как о «фоновом» инструменте, в том числе за счёт виртуозности и особого стиля игры.

## Награды
- 2013: ECHO Jazz Award «International Artist of the Year Other Instruments/Violin», за альбом Imaginary Room
- 2016: Золотой «Крест Заслуги»[5]

## Дискография

### Сольные альбомы
- 2009: Storyboard
- 2009: Damage Control
- 2011: Magical Theatre
- 2012: Imaginary Room (ACT)
- 2014: The New Tradition (ACT), с Яроном Херманом (Yaron Herman)
- 2015: Bridges (ACT), с Helge Lien Trio[6]
- 2017: Brothers (ACT), с Helge Lien Trio
- 2019: Sacrum Profanum (Adam Bałdych Quartet)[7]

### Сотрудничество
- 2009: Balboo, с Петром Жачеком (пол. Piotr Żaczek)
- 2009; A Tribute to Seifert, с Ярославом Щметаной (пол. Jarosław Śmietana)
- 2012: My History of Jazz (ACT), с Ийро Рантала
- 2014: Anyone With A Heart (ACT), с Ийро Рантала